# X legislatura della Repubblica Italiana
La X Legislatura della Repubblica Italiana è stata in carica dal 2 luglio 1987 al 22 aprile 1992.

## Cronologia
La maggioranza che si costituisce in Parlamento continua ad essere determinata dal cosiddetto Pentapartito: DC, PSI, PRI, PSDI e PLI.
Nell'anno 1991-1992, con l'uscita dalla maggioranza del PRI, si costituisce il cosiddetto Quadripartito fondato sull'asse DC - PSI, in alleanza con PSDI e PLI.

## Governi
- Governo Goria
  - Dal 28 luglio 1987 al 13 aprile 1988
  - Presidente del Consiglio dei ministri: Giovanni Goria (DC)
  - Composizione del governo: DC, PSI, PSDI, PLI, PRI
- Governo De Mita
  - Dal 13 aprile 1988 al 22 luglio 1989
  - Presidente del Consiglio dei ministri: Ciriaco De Mita (DC)
  - Composizione del governo: DC, PSI, PSDI, PLI, PRI
- Governo Andreotti VI
  - Dal 22 luglio 1989 al 12 aprile 1991
  - Presidente del Consiglio dei ministri: Giulio Andreotti (DC)
  - Composizione del governo: DC, PSI, PSDI, PLI, PRI
- Governo Andreotti VII
  - Dal 12 aprile 1991 al 24 aprile 1992
  - Presidente del Consiglio dei ministri: Giulio Andreotti (DC)
  - Composizione del governo: DC, PSI, PSDI, PLI

## Camera dei deputati

### Ufficio di Presidenza

#### Presidente
Leonilde Iotti (PCI)

#### Vicepresidenti
- Vito Lattanzio (DC) [fino al 12/04/1988]
- Adolfo Sarti (DC) [dal 18/10/1990 al 03/03/1992]
- Michele Zolla (DC) [dal 12/05/1988]
- Aldo Aniasi (PSI)
- Gerardo Bianco (DC) [fino al 22/07/1990]
- Alfredo Biondi (PLI)

#### Questori
- Elio Quercioli (PCI)
- Carlo Sangalli (DC)
- Francesco Colucci (PSI)

#### Segretari
- Dino Madaudo (PSDI) [fino al 14/05/1988]
- Renzo Patria (DC)
- Aldo Rizzo (Sin. Ind.)
- Martino Scovacricchi (PSDI) [dal 19/05/1988]
- Giuliano Silvestri (DC)
- Sergio Stanzani Ghedini (Fed. Eur.) [dal 22/07/1987 al 12/05/1988]
- Massimo Teodori (Fed. Eur.) [dal 19/05/1988 al 14/06/1990]
- Natale Amodeo (PSI)
- Patrizia Arnaboldi (DP-Comunisti)
- Emma Bonino (Fed. Eur.) [dal 12/07/1990]
- Mauro Dutto (PRI)
- Michl Ebner (Misto) [dal 22/07/1987]
- Angela Francese (Com.-PDS)
- Franco Franchi (MSI-DN)
- Gianni Lanzinger (Verde) [dal 22/07/1987]

### Capigruppo parlamentari
| Gruppo parlamentare | Gruppo parlamentare                     | Presidente | Seggi     |
| ------------------- | --------------------------------------- | --- | --------- |
|                     | Democratico Cristiano                   | Mino Martinazzoli [fino al 31/07/1989] Vincenzo Scotti [dal 31/07/1989 al 16/10/1990] Antonio Gava [dal 30/10/1990] | 234 / 629 |
|                     | Gruppo Comunista - PDS                  | Giulio Quercini | 149 / 629 |
|                     | Partito Socialista Italiano             | Gianni De Michelis [fino al 28/04/1988] Nicola Capria [dal 28/04/1988 al 13/04/1991] Salvo Andò [dal 13/04/1991]    | 100 / 629 |
|                     | MSI - Destra Nazionale                  | Alfredo Pazzaglia [fino al 22/02/1990] Franco Servello [dal 22/02/1990]                                             | 33 / 629  |
|                     | Repubblicano                            | Adolfo Battaglia [fino al 03/08/1987] Antonio Del Pennino [dal 03/08/1987]                                          | 20 / 629  |
|                     | Sinistra indipendente                   | Stefano Rodotà [fino al 20/07/1989] Franco Bassanini [dal 20/07/1989 al 21/03/1991] Ada Becchi [dal 31/03/1991]     | 19 / 629  |
|                     | Misto                                   | Francesco Rutelli [fino al 16/07/1987] Giovanni Battista Columbu [dal 22/07/1987]                                   | 16 / 629  |
|                     | Verde                                   | Gianni Mattioli [fino al 05/12/1989] Laura Cima [dal 05/12/1989 al 09/01/1991] Massimo Scalia [dal 09/01/1991]      | 16 / 629  |
|                     | Partito Socialista Democratico Italiano | Filippo Caria | 12 / 629  |
|                     | Partito Liberale Italiano               | Paolo Battistuzzi                                                                                                   | 11 / 629  |
|                     | DP-Comunisti                            | Lucio Magri | 11 / 629  |
|                     | Federalista Europeo                     | Francesco Rutelli [fino al 13/05/1988] Giuseppe Calderisi [dal 13/05/1988]                                          | 8 / 629   |

#### Gruppi cessati di esistere nel corso della legislatura
| Gruppo parlamentare | Gruppo parlamentare   | Presidente                                                             | Data di scioglimento |
| ------------------- | --------------------- | ---------------------------------------------------------------------- | -------------------- |
|                     | Comunista             | Renato Zangheri [fino al 18/06/1990] Giulio Quercini [dal 18/06/1990]  | 13/02/1991           |
|                     | Democrazia Proletaria | Franco Russo [fino all'11/07/1989] Patrizia Arnaboldi [dal 27/07/1989] | 31/07/1991           |

### Commissioni parlamentari
| #    | Commissione                                                                               | Presidente                                           | Presidente                                      |
| ---- | ----------------------------------------------------------------------------------------- | ---------------------------------------------------- | ----------------------------------------------- |
| I    | Affari costituzionali, della Presidenza del consiglio e interni della Camera dei deputati |                                                      | Silvano Labriola (PSI)                          |
| II   | Giustizia                                                                                 |                                                      | Giuseppe Gargani (DC) [fino al 29/07/1988]      |
| II   | Giustizia                                                                                 | Virginio Rognoni (DC) [dal 29/07/1988 al 27/07/1990] |                                                 |
| II   | Giustizia                                                                                 | Giuseppe Gargani (DC) [dal 25/09/1990]               |                                                 |
| III  | Affari esteri e comunitari                                                                |                                                      | Flaminio Piccoli (DC)                           |
| IV   | Difesa                                                                                    |                                                      | Lelio Lagorio (PSI) [fino al 17/10/1989]        |
| IV   | Difesa                                                                                    | Valerio Zanone (PLI) [dal 18/10/1989 all'08/11/1990] |                                                 |
| IV   | Difesa                                                                                    | Raffaele Costa (PLI) [dal 16/01/1991]                |                                                 |
| V    | Bilancio, tesoro e programmazione                                                         |                                                      | Paolo Cirino Pomicino (DC) [fino al 13/04/1988] |
| V    | Bilancio, tesoro e programmazione                                                         | Nino Cristofori (DC) [dall'11/05/1988 al 23/07/1989] |                                                 |
| V    | Bilancio, tesoro e programmazione                                                         | Mario D'Acquisto (DC) [dal 18/10/1989 al 15/10/1991] |                                                 |
| V    | Bilancio, tesoro e programmazione                                                         | Angelo Tiraboschi (PSI) [dal 16/10/1991]             |                                                 |
| VI   | Finanze                                                                                   |                                                      | Pier Luigi Romita (PSDI) [fino al 17/10/1989]   |
| VI   | Finanze                                                                                   | Franco Piro (PSI) [dal 18/10/1989 al 15/10/1991]     |                                                 |
| VI   | Finanze                                                                                   | Mario D'Acquisto (DC) [dal 16/10/1991]               |                                                 |
| VII  | Cultura, scienza e istruzione                                                             |                                                      | Mauro Seppia (PSI)                              |
| VIII | Ambiente, territorio e lavori pubblici                                                    |                                                      | Giuseppe Botta (DC)                             |
| IX   | Trasporti, poste e telecomunicazioni                                                      |                                                      | Antonio Testa (PSI)                             |
| X    | Attività produttive, commercio e turismo                                                  |                                                      | Michele Viscardi (DC)                           |
| XI   | Lavoro pubblico e privato                                                                 |                                                      | Vincenzo Mancini (DC)                           |
| XII  | Affari sociali                                                                            |                                                      | Giorgio Bogi (PRI)                              |
| XIII | Agricoltura                                                                               |                                                      | Mario Campagnoli (DC)                           |

### Riepilogo della composizione
| Gruppo parlamentare alla Camera dei deputati | Gruppo parlamentare alla Camera dei deputati   | Inizio legislatura | 1987 | 1988 | 1989 | 1990 | 1991 | Fine legislatura |
| -------------------------------------------- | ---------------------------------------------- | ------------------ | ---- | ---- | ---- | ---- | ---- | ---------------- |
|                                              | Democratico Cristiano (DC)                     | 234                | 234  | 234  | 234  | 234  | 234  | 234              |
|                                              | Gruppo Comunista-PDS (Com.-PDS)                | —                  | —    | —    | —    | —    | 149  | 149              |
|                                              | Partito Socialista Italiano (PSI)              | 93                 | 93   | 93   | 93   | 100  | 99   | 100              |
|                                              | MSI - Destra Nazionale (MSI-DN)                | 34                 | 35   | 35   | 35   | 35   | 34   | 33               |
|                                              | Repubblicano (PRI)                             | 21                 | 21   | 21   | 21   | 21   | 20   | 20               |
|                                              | Sinistra indipendente (Sin. Ind.)              | 20                 | 20   | 20   | 20   | 20   | 19   | 19               |
|                                              | Verde                                          | 12                 | 13   | 13   | 13   | 16   | 17   | 16               |
|                                              | Partito Socialista Democratico Italiano (PSDI) | 16                 | 17   | 17   | 12   | 13   | 12   | 12               |
|                                              | Partito Liberale Italiano (PLI)                | 11                 | 11   | 11   | 11   | 11   | 11   | 11               |
|                                              | DP-Comunisti (DP-Com.)                         | —                  | —    | —    | —    | —    | 11   | 11               |
|                                              | Federalista Europeo (Fed. Eur.)                | 11                 | 12   | 13   | 8    | 9    | 9    | 8                |
|                                              | Comunista (PCI)                                | 158                | 158  | 157  | 156  | 156  | —    | —                |
|                                              | Democrazia Proletaria (DP)                     | 8                  | 8    | 8    | 4    | 4    | —    | —                |
|                                              | Gruppo misto                                   | 13                 | 8    | 7    | 22   | 10   | 15   | 16               |
| Totale                                       | Totale                                         | 631                | 630  | 629  | 629  | 629  | 630  | 629              |

#### Modifiche nella composizione dei gruppi parlamentari
1. ↑  Un deputato del gruppo Democratico Cristiano cessa dal mandato parlamentare durante il 1987: Franco Piga il 6 agosto, il 12 settembre è sostituito da Fortunato Bianchi.
2. ↑  Un deputato del gruppo Democratico Cristiano cessa dal mandato parlamentare durante il 1988: Filippo Maria Pandolfi il 19 dicembre, il 21 dicembre è sostituito da Aldo Gregorelli.

Un deputato del gruppo Democratico Cristiano decede durante il 1988: Rolando Rocchi il 17 maggio, il 20 luglio è sostituito da Siro Castrucci.
3. ↑  Due deputati del gruppo Democratico Cristiano decedono durante il 1989: Mario Brancaccio il 16 gennaio, il 18 gennaio è sostituito da Giovanni Piccirillo; Antonino Pietro Gullotti il 9 agosto, il 21 settembre è sostituito da Antonino Lombardo.
4. ↑  Tre deputati del gruppo Democratico Cristiano cessano dal mandato parlamentare durante il 1990: Andrea Bonetti il 1º marzo, il 15 marzo è sostituito da Andreino Carrara; Felice Contu il 14 giugno, il 19 giugno è sostituito da Giuseppe Serra; Giovanni Galloni il 20 luglio, il 26 luglio è sostituito da Francesco D'Onofrio.
5. ↑  Cinque deputati del gruppo Democratico Cristiano cessano dal mandato parlamentare durante il 1991: Giuseppe Avellone il 12 marzo, il 14 marzo è sostituito da Francesco Spina; Nicola Quarta il 21 marzo, il giorno stesso è sostituito da Giuseppe Caroli; Giulio Andreotti il 31 maggio, il 20 giugno è sostituito da Giancarlo Abete; Giuseppe Azzaro il 1º luglio, il 3 luglio è sostituito da Giuseppe Russo; Paola Cavigliasso il 4 settembre, il 26 settembre è sostituita da Piero Angelo Balzardi.

Due deputati del gruppo Democratico Cristiano decedono durante il 1991: Mauro Bubbico il 1º dicembre, il 4 dicembre è sostituito da Fabrizio Abbate; Franco Maria Malfatti il 10 dicembre, il 12 dicembre è sostituito da Giovanni Paciullo.
6. ↑  Un deputato del gruppo Democratico Cristiano decede durante il 1992: Adolfo Sarti il 3 marzo, il giorno successivo è sostituito da Teresio Delfino.
7. ↑  Centocinquanta deputati aderiscono al gruppo Com.-PDS durante il 1991. Abbandonando il gruppo PCI: Guido Alborghetti, Abdon Alinovi, Giordano Angelini, Luana Angeloni, Gavino Angius, Francesco Auleta, Augusto Barbera, Silvia Barbieri, Antonio Bargone, Antonio Bassolino, Antonio Bellocchio, Luigi Benevelli, Anna Maria Bernasconi, Cristina Bevilacqua, Romana Bianchi, Giancarlo Binelli, Marisa Bonfatti Paini Molinario, Willer Bordon, Gianfrancesco Bordin, Milvia Boselli, Giuseppe Brescia, Riccardo Bruzzani, Luigi Bulleri, Flora Calvanese, Severino Cannelonga, Maria Teresa Capecchi, Luigi Castagnola, Mario Cavagna, Giovanni Cervetti, Mario Chella, Salvatore Cherchi, Vincenzo Ciabarri, Antonio Ciancio, Francesco Cicerone, Enzo Ciconte, Lorenzo Ciocci, Salvatore Civita, Leda Colombini, Laura Conti, Luigia Cordati Rosaia, Alessandro Costa, Giuseppe Crippa, Massimo D'Alema, Michele D'Ambrosio, Giovanni Di Pietro, Elisabetta Di Prisco, Vanda Dignani Grimaldi, Renato Donazzon, Silvana Fachin Schiavi, Lino Osvaldo Felissari, Giovanni Ferrara, Anna Finocchiaro, Pietro Folena, Francesco Forleo, Bruno Fracchia, Angela Francese, Elio Gabbuggiani, Michele Galante, Isaia Gasparotto, Bianca Gelli, Andrea Geremicca, Giorgio Ghezzi, Ennio Grassi, Renato Grilli, Pietro Ingrao, Nilde Iotti, Angelo Lauricella, Giuseppe Lavorato, Adriana Lodi Faustini Fustini, Maria Rita Lorenzetti, Giuseppe Lucenti, Giorgio Macciotta, Lucio Magri, Anna Mainardi Fava, Natia Mammone Grossi, Viller Manfredini, Giuseppe Mangiapane, Antonino Mannino, Germano Marri, Nadia Masini, Pietro Paolo Menzietti, Teresa Migliasso, Rosanna Minozzi, Adalberto Minucci, Luigi Mombelli, Paolo Monello, Nanda Montanari Fornari, Elena Montecchi, Giovanni Motetta, Giorgio Napolitano, Carmine Nardone, Alessandro Natta, Francesco Nerli, Renato Nicolini, Diego Novelli, Achille Occhetto, Nicoletta Orlandi, Massimo Pacetti, Novello Pallanti, Ermenegildo Palmieri, Renzo Pascolat, Anna Maria Pedrazzi Cipolla, Ivana Pellegatti, Giovanni Pellicani, Fabio Perinei, Edilio Petrocelli, Santino Picchetti, Roberta Pinto Renda, Gian Gaetano Poli, Enzo Polidori, Onelio Prandini, Alberto Provantini, Giulio Quercini, Elio Quercioli, Aldo Rebecchi, Vincenzo Recchia, Alfredo Reichlin, Silvano Ridi, Daniela Romani, Gianni Wilmer Ronzani, Antonio Rubbi, Francesco Samà, Salvatore Sanfilippo, Maria Luisa Sangiorgio, Anna Sanna, Benedetto Sannella, Francesco Sapio, Giacomo Schettini, Anna Maria Serafini, Massimo Serafini, Gianna Serra, Alberto Sinatra, Sergio Soave, Bruno Solaroli, Marcello Stefanini, Renato Strada, Lucio Strumendo, Maria Taddei, Gianfranco Tagliabue, Chicco Testa, Mario Toma, Aldo Tortorella, Felice Trabacchi, Quarto Trabacchini, Livia Turco, Neide Umidi Sala, Giuseppe Vacca, Walter Veltroni, Luciano Violante e Renato Zangheri il 13 febbraio.

Due deputati abbandonano il gruppo Com.-PDS durante il 1991. Aderiscono al gruppo Misto: Gianfranco Tagliabue il 10 aprile, Lucio Magri il 20 maggio.

Un deputato del gruppo Com.-PDS cessa dal mandato parlamentare durante il 1991: Alessandro Natta il 2 ottobre, il 4 ottobre è sostituito da Giuseppe Torelli.

Un deputato aderisce al gruppo Com.-PDS durante il 1991: Franco Proietti il 17 ottobre.
8. ↑  Un deputato del gruppo PSI cessa dal mandato parlamentare durante il 1987: Enrico Manca il 4 agosto, il giorno successivo è sostituito da Andrea Cavicchioli.
9. ↑  Sei deputati aderiscono al gruppo PSI durante il 1990. Abbandonando il gruppo Misto: Giuseppe Cerutti, Graziano Ciocia, Emilio De Rose, Giovanni Manzolini, Renato Massari e Pier Luigi Romita il 4 gennaio.

Un deputato del gruppo PSI cessa dal mandato parlamentare durante il 1990: Lelio Lagorio il 21 giugno, il 2 luglio è sostituito da Ottaviano Colzi.
10. ↑  Un deputato abbandona il gruppo PSI durante il 1991. Aderisce al gruppo Misto: Franco Piro il 17 dicembre.

Due deputati del gruppo PSI cessano dal mandato parlamentare durante il 1991: Filippo Fiorino il 20 marzo, il giorno successivo è sostituito da Gaspare Saladino; Francesco Rais il 1º luglio, il 3 luglio è sostituito da Raffaele Farigu.
11. ↑  Un deputato aderisce al gruppo PSI durante il 1992. Abbandonando il gruppo Misto: Franco Piro il 4 marzo.
12. ↑  Durante il 1987, aderisce al gruppo MSI-DN il deputato Altero Matteoli il 16 luglio.
13. ↑  Un deputato del gruppo MSI-DN decede durante il 1988: Giorgio Almirante il 22 maggio, il 1º giugno è sostituito da Angelo Manna.
14. ↑  Due deputati del gruppo MSI-DN cessano dal mandato parlamentare durante il 1989: Antonio Mazzone il 18 ottobre, il 24 ottobre è sostituito da Massimo Abbatangelo; Antonio Guarra il 25 ottobre, l'8 novembre è sostituito da Gaetano Colucci.
15. ↑  Un deputato aderisce al gruppo MSI-DN durante il 1991. Abbandonando il gruppo Misto: Ambrogio Viviani il 18 luglio.

Due deputati abbandonano il gruppo MSI-DN durante il 1991. Aderiscono al gruppo Misto: Tomaso Staiti di Cuddia delle Chiuse il 10 luglio, Angelo Manna il 23 settembre.

Un deputato del gruppo MSI-DN decede durante il 1991: Andrea Mitolo il 21 agosto, il 26 settembre è sostituito da Claudio Taverna.

Tre deputati del gruppo MSI-DN cessano dal mandato parlamentare durante il 1991: Claudio Taverna il 26 settembre, il giorno stesso è sostituito da Diego Senter; Domenico Mennitti il 16 ottobre, il giorno successivo è sostituito da Mario De Cristofaro, il quale cessa dal mandato il giorno stesso ed è a sua volta sostituito da Carmine Santo Patarino.
16. ↑  Un deputato del gruppo MSI-DN cessa dal mandato parlamentare durante il 1992: Giulio Maceratini il 21 aprile.
17. ↑  Un deputato del gruppo PRI decede durante il 1989: Luigi Firpo il 2 marzo, il 16 marzo è sostituito da Danilo Poggiolini.
18. ↑  Un deputato abbandona il gruppo PRI durante il 1991. Aderisce al gruppo Misto: Aristide Gunnella l'11 luglio.
19. ↑  Una deputata del gruppo Sin. Ind. decede durante il 1991: Natalia Ginzburg l'8 ottobre.
20. ↑  Un deputato aderisce al gruppo Verde durante il 1987. Abbandonando il gruppo Misto: Massimo Scalia il 16 luglio.
21. ↑  Un deputato del gruppo Verde cessa dal mandato parlamentare durante il 1989: Marco Boato il 26 gennaio, il 2 febbraio è sostituito da Alessandra Cecchetto Coco.
22. ↑  Quattro deputati aderiscono al gruppo Verde durante il 1990. Abbandonando il gruppo Misto: Edoardo Ronchi, Franco Russo e Gianni Tamino il 17 dicembre, Mario Capanna il 19 dicembre.

Una deputata abbandona il gruppo Verde durante il 1990. Aderisce al gruppo PSDI: Gloria Grosso l'11 aprile.
23. ↑  Un deputato aderisce al gruppo Verde durante il 1991. Abbandonando il gruppo Misto: René Andreani l'8 gennaio.
24. ↑  Una deputata abbandona il gruppo Verde durante il 1992. Aderisce al gruppo Misto: Rosa Filippini il 28 gennaio.
25. ↑  Un deputato aderisce al gruppo PSDI durante il 1987. Abbandonando il gruppo Misto: Filippo Caria il 16 luglio.
26. ↑  Un deputato aderisce al gruppo PSDI durante il 1989: Giovanni Negri l'8 novembre.

Sei deputati abbandonano il gruppo PSDI durante il 1989. Aderiscono al gruppo Misto: Giuseppe Cerutti, Graziano Ciocia, Giovanni Manzolini, Renato Massari e Pier Luigi Romita il 17 febbraio, Emilio De Rose il 30 marzo.
27. ↑  Una deputata aderisce al gruppo PSDI durante il 1990. Abbandonando il gruppo Verde: Gloria Grosso l'11 aprile.
28. ↑  Un deputato abbandona il gruppo PSDI durante il 1991. Aderisce al gruppo Fed. Eur.: Giovanni Negri l'8 gennaio.
29. ↑  Un deputato del gruppo PLI cessa dal mandato parlamentare durante il 1990: Valerio Zanone l'8 novembre, il 14 novembre è sostituito da Attilio Bastianini.
30. ↑  Tredici deputati aderiscono al gruppo DP-Com. durante il 1991. Abbandonando il gruppo Misto: Nedo Barzanti, Milziade Caprili, Edda Fagni, Alberto Ferrandi, Sergio Garavini, Lucio Magri, Antonio Montessoro, Gianfranco Nappi e Gianfranco Tagliabue il 31 luglio. Abbandonando il gruppo DP: Patrizia Arnaboldi, Franco Calamida, Luigi Cipriani e Giovanni Russo Spena il 31 luglio.

Due deputati abbandonano il gruppo DP-Com. durante il 1991. Aderiscono al gruppo Misto: Antonio Montessoro il 19 novembre, Luigi Cipriani il 29 novembre.
31. ↑  Un deputato aderisce al gruppo Fed. Eur. durante il 1987. Abbandonando il gruppo Misto: Francesco Rutelli il 16 luglio.
32. ↑  Un deputato aderisce al gruppo Fed. Eur. durante il 1988: Giuseppe Calderisi il 17 febbraio.
33. ↑  Quattro deputati abbandonano il gruppo Fed. Eur. durante il 1989. Aderiscono al gruppo Misto: Maria Adelaide Aglietta, Adele Faccio, Francesco Rutelli e Emilio Vesce il 18 aprile.

Un deputato del gruppo Fed. Eur. cessa dal mandato parlamentare durante il 1989: Marco Pannella il 25 ottobre.
34. ↑  Tre deputati aderiscono al gruppo Fed. Eur. durante il 1990: Gaetano Azzolina il 25 gennaio, Ambrogio Viviani il 20 aprile, Emma Bonino il 10 luglio.

Tre deputati abbandonano il gruppo Fed. Eur. durante il 1990. Aderiscono al gruppo Misto: René Andreani il 3 luglio, Luigi D'Amato il 21 settembre, Ambrogio Viviani il 3 ottobre.

Tre deputati del gruppo Fed. Eur. cessano dal mandato parlamentare durante il 1990: Domenico Modugno il 18 aprile, il 24 maggio è sostituito da Roberto Cicciomessere; Massimo Teodori il 14 giugno, il 19 giugno è sostituito da René Andreani; Gianfranco Spadaccia il 4 luglio, il giorno successivo è sostituito da Marco Taradash, il quale il giorno stesso cessa dal mandato e il 10 luglio è sostituito da Alessandro Tessari.
35. ↑  Un deputato aderisce al gruppo Fed. Eur. durante il 1991. Abbandonando il gruppo PSDI: Giovanni Negri l'8 gennaio.

Un deputato abbandona il gruppo Fed. Eur. durante il 1991. Aderisce al gruppo Misto: Gaetano Azzolina il 4 settembre.
36. ↑  Una deputata abbandona il gruppo Fed. Eur. durante il 1992. Aderisce al gruppo Misto: Ilona Staller il 3 marzo.
37. ↑  Una deputata del gruppo PCI cessa dal mandato parlamentare durante il 1988: Liliana Albertini il 12 gennaio, il giorno successivo è sostituita da Onelio Prandini.
38. ↑  Un deputato abbandona il gruppo PCI durante il 1989. Aderisce al gruppo Misto: Antonio Montessoro il 23 novembre.

Una deputata del gruppo PCI cessa dal mandato parlamentare durante il 1989: Adriana Ceci il 18 ottobre, il 24 ottobre è sostituita da Fabio Perinei.

Una deputata del gruppo PCI decede durante il 1989: Gigliola Lo Cascio Galante il 4 settembre, il 21 settembre è sostituita da Alberto Sinatra.
39. ↑  Una deputata del gruppo PCI cessa dal mandato parlamentare durante il 1990: Giovanna Filippini l'11 giugno, il 15 giugno è sostituita da Ennio Grassi.

Due deputati del gruppo PCI decedono durante il 1990: Michele Ciafardini il 23 agosto, il 21 settembre è sostituito da Antonio Ciancio; Gian Carlo Pajetta il 13 settembre, il 21 settembre è sostituito da Viller Manfredini.
40. ↑  Centocinquantasei deputati abbandonano il gruppo PCI durante il 1991. Aderiscono al gruppo Com.-PDS: Guido Alborghetti, Abdon Alinovi, Giordano Angelini, Luana Angeloni, Gavino Angius, Francesco Auleta, Augusto Barbera, Silvia Barbieri, Antonio Bargone, Antonio Bassolino, Antonio Bellocchio, Luigi Benevelli, Anna Maria Bernasconi, Cristina Bevilacqua, Romana Bianchi, Giancarlo Binelli, Marisa Bonfatti Paini Molinario, Willer Bordon, Gianfrancesco Borghini, Milvia Boselli, Giuseppe Brescia, Riccardo Bruzzani, Luigi Bulleri, Flora Calvanese, Severino Cannelonga, Maria Teresa Capecchi, Luigi Castagnola, Mario Cavagna, Giovanni Cervetti, Mario Chella, Salvatore Cherchi, Vincenzo Ciabarri, Antonio Ciancio, Francesco Cicerone, Enzo Ciconte, Lorenzo Ciocci, Salvatore Civita, Leda Colombini, Laura Conti, Luigia Cordati Rosaia, Alessandro Costa, Giuseppe Crippa, Massimo D'Alema, Michele D'Ambrosio, Giovanni Di Pietro, Elisabetta Di Prisco, Vanda Dignani Grimaldi, Renato Donazzon, Silvana Fachin Schiavi, Lino Osvaldo Felissari, Giovanni Ferrara, Anna Finocchiaro, Pietro Folena, Francesco Forleo, Bruno Fracchia, Angela Francese, Elio Gabbuggiani, Michele Galante, Isaia Gasparotto, Bianca Gelli, Andrea Geremicca, Giorgio Ghezzi, Ennio Grassi, Renato Grilli, Pietro Ingrao, Nilde Iotti, Angelo Lauricella, Giuseppe Lavorato, Adriana Lodi Faustini Fustini, Maria Rita Lorenzetti, Giuseppe Lucenti, Giorgio Macciotta, Lucio Magri, Anna Mainardi Fava, Natia Mammone Grossi, Viller Manfredini, Giuseppe Mangiapane, Antonino Mannino, Germano Marri, Nadia Masini, Pietro Paolo Menzietti, Teresa Migliasso, Rosanna Minozzi, Adalberto Minucci, Luigi Mombelli, Paolo Monello, Nanda Montanari Fornari, Elena Montecchi, Giovanni Motetta, Giorgio Napolitano, Carmine Nardone, Alessandro Natta, Francesco Nerli, Renato Nicolini, Diego Novelli, Achille Occhetto, Nicoletta Orlandi, Massimo Pacetti, Novello Pallanti, Ermenegildo Palmieri, Renzo Pascolat, Anna Maria Pedrazzi Cipolla, Ivana Pellegatti, Giovanni Pellicani, Fabio Perinei, Edilio Petrocelli, Santino Picchetti, Roberta Pinto Renda, Gian Gaetano Poli, Enzo Polidori, Onelio Prandini, Alberto Provantini, Giulio Quercini, Elio Quercioli, Aldo Rebecchi, Vincenzo Recchia, Alfredo Reichlin, Silvano Ridi, Daniela Romani, Gianni Wilmer Ronzani, Antonio Rubbi, Francesco Samà, Salvatore Sanfilippo, Maria Luisa Sangiorgio, Anna Sanna, Benedetto Sannella, Francesco Sapio, Giacomo Schettini, Anna Maria Serafini, Massimo Serafini, Gianna Serra, Alberto Sinatra, Sergio Soave, Bruno Solaroli, Marcello Stefanini, Renato Strada, Lucio Strumendo, Maria Taddei, Gianfranco Tagliabue, Chicco Testa, Mario Toma, Aldo Tortorella, Felice Trabacchi, Quarto Trabacchini, Livia Turco, Neide Umidi Sala, Giuseppe Vacca, Walter Veltroni, Luciano Violante e Renato Zangheri il 13 febbraio. Aderiscono al gruppo Misto: Nedo Barzanti, Milziade Caprili, Edda Fagni, Alberto Ferrandi, Sergio Garavini e Gianfranco Nappi il 13 febbraio. Il gruppo PCI cessa quindi di esistere.
41. ↑  Quattro deputati abbandonano il gruppo DP durante il 1989. Aderiscono al gruppo Misto: Mario Capanna, Edoardo Ronchi, Franco Russo e Gianni Tamino l'11 luglio.
42. ↑  Una deputata del gruppo DP cessa dal mandato parlamentare durante il 1991: Bianca Guidetti Serra il 15 maggio, il giorno successivo è sostituita da Alberto Tridente, il quale il 21 maggio cessa dal mandato e il 23 maggio è sostituito da Franco Calamida.

Quattro deputati abbandonano il gruppo DP durante il 1991. Aderiscono al gruppo DP-Com.: Patrizia Arnaboldi, Franco Calamida, Luigi Cipriani e Giovanni Russo Spena il 31 luglio; il gruppo DP cessa quindi di esistere.
43. ↑  Cinque deputati abbandonano il gruppo Misto durante il 1987. Aderisce al gruppo PLI: Paolo Battistuzzi il 16 luglio. Aderisce al gruppo PSDI: Filippo Caria il 16 luglio. Aderisce al gruppo DP: Franco Russo il 16 luglio. Aderisce al gruppo Fed. Eur.: Francesco Rutelli il 16 luglio. Aderisce al gruppo Verde: Massimo Scalia il 16 luglio.
44. ↑  Un deputato del gruppo Misto decede durante il 1988: Alberto Albertuzzi il 10 febbraio.
45. ↑  Quindici deputati aderiscono al gruppo Misto durante il 1989. Abbandonando il gruppo PSDI: Giuseppe Cerutti, Graziano Ciocia, Giovanni Manzolini, Renato Massari e Pier Luigi Romita il 17 febbraio, Emilio De Rose il 30 marzo. Abbandonando il gruppo Fed. Eur.: Maria Adelaide Aglietta, Adele Faccio, Francesco Rutelli ed Emilio Vesce il 18 aprile. Abbandonando il gruppo DP: Mario Capanna, Edoardo Ronchi, Franco Russo e Gianni Tamino l'11 luglio. Abbandonando il gruppo PCI: Antonio Montessoro il 23 novembre.
46. ↑  Tre deputati aderiscono al gruppo Misto durante il 1990. Abbandonando il gruppo Fed. Eur.: René Andreani il 3 luglio, Luigi D'Amato il 21 settembre, Ambrogio Viviani il 3 ottobre.

Dieci deputati abbandonano il gruppo Misto durante il 1990. Aderiscono al gruppo PSI: Giuseppe Cerutti, Graziano Ciocia, Emilio De Rose, Giovanni Manzolini, Renato Massari e Pier Luigi Romita il 4 gennaio. Aderiscono al gruppo Verde: Edoardo Ronchi, Franco Russo e Gianni Tamino il 17 dicembre, Mario Capanna il 19 dicembre.

Quattro deputati del gruppo Misto cessano dal mandato parlamentare durante il 1990: Maria Adelaide Aglietta il 17 gennaio; Adele Faccio il 23 maggio; Emilio Vesce il 20 giugno; Francesco Rutelli il 5 luglio.
47. ↑  Quindici deputati aderiscono al gruppo Misto durante il 1991. Abbandonando il gruppo PCI: Nedo Barzanti, Milziade Caprili, Edda Fagni, Alberto Ferrandi, Sergio Garavini e Gianfranco Nappi il 13 febbraio. Abbandonando il gruppo Fed. Eur.: Gaetano Azzolina il 4 settembre. Abbandonando il gruppo DP-Com.: Antonio Montessoro il 19 novembre, Luigi Cipriani il 29 novembre. Abbandonando il gruppo PRI: Aristide Gunnella l'11 luglio. Abbandonando il gruppo Com.-PDS: Gianfranco Tagliabue il 10 aprile, Lucio Magri il 20 maggio. Abbandonando il gruppo MSI-DN: Tomaso Staiti di Cuddia delle Chiuse il 10 luglio, Angelo Manna il 23 settembre. Abbandonando il gruppo PSI: Franco Piro il 17 dicembre.

Dieci deputati abbandonano il gruppo Misto durante il 1991. Aderiscono al gruppo DP-Com.: Nedo Barzanti, Milziade Caprili, Edda Fagni, Alberto Ferrandi, Sergio Garavini, Lucio Magri, Gianfranco Nappi e Gianfranco Tagliabue il 31 luglio. Aderisce al gruppo Verde: René Andreani l'8 gennaio. Aderisce al gruppo MSI-DN: Ambrogio Viviani il 18 luglio.
48. ↑  Due deputate aderiscono al gruppo Misto durante il 1992. Abbandonando il gruppo Verde: Rosa Filippini il 28 gennaio. Abbandonando il gruppo Fed. Eur.: Ilona Staller il 3 marzo.

Un deputato abbandona il gruppo Misto durante il 1992. Aderisce al gruppo PSI: Franco Piro il 4 marzo.

#### Modifiche nella nomenclatura dei gruppi parlamentari
1. ↑  Il gruppo Gruppo Comunista-PDS (Com.-PDS) si crea il 13 febbraio 1991 con centocinquanta deputati aderenti provenienti dal gruppo PCI.
2. ↑  Il gruppo DP-Comunisti (DP-Com.) si crea il 31 luglio 1991 con nove deputati aderenti provenienti dal gruppo Misto e quattro deputati aderenti provenienti dal gruppo DP.

## Senato della Repubblica

### Consiglio di Presidenza

#### Presidente
Giovanni Spadolini (PRI) - L'elezione è avvenuta il 2 luglio 1987.

#### Vicepresidenti
- Luciano Lama (PCI)
- Paolo Emilio Taviani (DC)
- Giorgio De Giuseppe (DC)
- Gino Scevarolli (PSI)

#### Questori
- Carmelo Santalco (DC)
- Eugenio Bozzello Verole (PSI)
- Maurizio Lotti (PCI)

#### Segretari
- Isa Ferraguti (PCI)
- Boris Ulianich (Sin. Ind.)
- Giovanni Venturi (DC)
- Osvaldo Di Lembo (DC)
- Giuseppe Fassino (PLI) [fino al 26/07/1989]
- Maria Rosaria Manieri (PSI)
- Costantino Dell'Osso (PSDI)
- Cesare Pozzo (MSI-DN)
- Cesare Amato Dujany (Misto-ADP) [dal 04/05/1989]
- Gianfranco Mariotti (Fed. Eur. Ec.) [dal 01/08/1991 al 10/01/1992]
- Angelo Dionisi (Rif. Com.) [dal 01/08/1991]

### Capigruppo parlamentari
| Gruppo parlamentare | Gruppo parlamentare                           | Presidente                                                                 | Seggi     |
| ------------------- | --------------------------------------------- | -------------------------------------------------------------------------- | --------- |
|                     | Democratico Cristiano                         | Nicola Mancino                                                             | 129 / 326 |
|                     | Comunista - PDS                               | Ugo Pecchioli                                                              | 76 / 326  |
|                     | Partito Socialista Italiano                   | Fabio Fabbri                                                               | 45 / 326  |
|                     | Movimento Sociale Italiano - Destra Nazionale | Cristoforo Filetti                                                         | 16 / 326  |
|                     | Sinistra indipendente                         | Massimo Riva                                                               | 15 / 326  |
|                     | Misto                                         | Roland Riz                                                                 | 14 / 326  |
|                     | Rifondazione Comunista                        | Lucio Libertini                                                            | 11 / 326  |
|                     | Repubblicano                                  | Libero Gualtieri                                                           | 9 / 326   |
|                     | Federalista Europeo Ecologista                | Gianfranco Spadaccia [fino al 10/04/1990] Franco Corleone [dal 12/04/1990] | 6 / 325   |
|                     | Partito Socialista Democratico Italiano       | Antonio Cariglia [fino al 27/07/1989] Vincenza Bono [dal 27/07/1989]       | 5 / 326   |

### Commissioni parlamentari
| #    | Commissione | Presidente                             | Presidente                                 |
| ---- | --- | -------------------------------------- | ------------------------------------------ |
| I    | Affari costituzionali, affari della Presidenza del Consiglio e dell'Interno, ordinamento generale dello Stato e della Pubblica Amministrazione |                                        | Leopoldo Elia (DC)                         |
| II   | Giustizia |                                        | Giorgio Covi (PRI)                         |
| III  | Affari esteri, emigrazione |                                        | Michele Achilli (PSI)                      |
| IV   | Difesa |                                        | Delio Giacometti (DC) [fino al 16/07/1991] |
| IV   | Difesa | Manlio Ianni (DC) [dal 02/10/1991]     |                                            |
| V    | Programmazione economica, bilancio |                                        | Beniamino Andreatta (DC)                   |
| VI   | Finanze e tesoro |                                        | Enzo Berlanda (DC)                         |
| VII  | Istruzione pubblica, beni culturali |                                        | Adriano Bompiani (DC) [fino al 27/09/1989] |
| VII  | Istruzione pubblica, beni culturali | Giorgio Spitella (DC) [dal 27/09/1989] |                                            |
| VIII | Lavori pubblici, comunicazioni |                                        | Guido Bernardi (DC)                        |
| IX   | Agricoltura e produzione agroalimentare |                                        | Gianuario Carta (DC) [fino al 27/09/1989]  |
| IX   | Agricoltura e produzione agroalimentare | Gianpaolo Mora (DC) [dal 27/09/1989]   |                                            |
| X    | Industria, commercio, turismo |                                        | Roberto Cassola (PSI) [fino al 18/06/1991] |
| X    | Industria, commercio, turismo | Luigi Franza (PSI) [dall'11/06/1991]   |                                            |
| XI   | Lavoro, previdenza sociale |                                        | Gino Giugni (PSI)                          |
| XII  | Igiene e sanità |                                        | Sisinio Zito (PSI)                         |
| XIII | Territorio, ambiente, beni ambientali |                                        | Maurizio Pagani (PSDI)                     |

### Riepilogo della composizione
| Gruppo parlamentare al Senato della Repubblica | Gruppo parlamentare al Senato della Repubblica         | Gruppo parlamentare al Senato della Repubblica         | Gruppo parlamentare al Senato della Repubblica         | Inizio legislatura | 1987 | 1988 | 1989 | 1990 | 1991 | Fine legislatura |
| ---------------------------------------------- | ------------------------------------------------------ | ------------------------------------------------------ | ------------------------------------------------------ | ------------------ | ---- | ---- | ---- | ---- | ---- | ---------------- |
|                                                | Democratico Cristiano (DC)                             | Democratico Cristiano (DC)                             | Democratico Cristiano (DC)                             | 127                | 127  | 128  | 128  | 128  | 129  | 129              |
|                                                | Comunista-PDS (Com.-PDS)                               | Comunista-PDS (Com.-PDS)                               | Comunista-PDS (Com.-PDS)                               | 85                 | 85   | 85   | 85   | 85   | 76   | 76               |
|                                                | Partito Socialista Italiano (PSI)                      | Partito Socialista Italiano (PSI)                      | Partito Socialista Italiano (PSI)                      | 45                 | 45   | 46   | 46   | 44   | 45   | 45               |
|                                                | Movimento Sociale Italiano - Destra Nazionale (MSI-DN) | Movimento Sociale Italiano - Destra Nazionale (MSI-DN) | Movimento Sociale Italiano - Destra Nazionale (MSI-DN) | 16                 | 16   | 16   | 16   | 16   | 16   | 16               |
|                                                | Sinistra indipendente (Sin. Ind.)                      | Sinistra indipendente (Sin. Ind.)                      | Sinistra indipendente (Sin. Ind.)                      | 17                 | 17   | 16   | 16   | 16   | 15   | 15               |
|                                                | Rifondazione Comunista (Rif. Com.)                     | Rifondazione Comunista (Rif. Com.)                     | Rifondazione Comunista (Rif. Com.)                     | —                  | —    | —    | —    | —    | 11   | 11               |
|                                                | Repubblicano (PRI)                                     | Repubblicano (PRI)                                     | Repubblicano (PRI)                                     | 9                  | 9    | 9    | 9    | 9    | 9    | 9                |
|                                                | Federalista Europeo Ecologista (Fed. Eur. Ec.)         | Federalista Europeo Ecologista (Fed. Eur. Ec.)         | Federalista Europeo Ecologista (Fed. Eur. Ec.)         | 6                  | 6    | 6    | 6    | 6    | 6    | 6                |
|                                                | Partito Socialista Democratico Italiano (PSDI)         | Partito Socialista Democratico Italiano (PSDI)         | Partito Socialista Democratico Italiano (PSDI)         | 7                  | 7    | 5    | 4    | 5    | 5    | 5                |
|                                                | Gruppo misto                                           |                                                        | Non iscritti                                           | 2                  | 2    | 1    | 1    | 1    | 3    | 3                |
|                                                | Gruppo misto                                           | Partito Liberale Italiano (PLI)                        | 3                                                      | 3                  | 3    | 3    | 3    | 3    | 3    |                  |
|                                                | Gruppo misto                                           | Südtiroler Volkspartei (SVP)                           | 2                                                      | 2                  | 2    | 2    | 2    | 2    | 2    |                  |
|                                                | Gruppo misto                                           | Autonomisti Democratici Progressisti (ADP)             | 1                                                      | 1                  | 1    | 1    | 1    | 1    | 1    |                  |
|                                                | Gruppo misto                                           | Partito Sardo d'Azione (P. Sardo d'Az.)                | 1                                                      | 1                  | 1    | 1    | 1    | 1    | 1    |                  |
|                                                | Gruppo misto                                           | Lega Lombarda - Lega Nord (L.Lomb.-L.Nord)             | —                                                      | —                  | —    | 1    | 1    | 1    | 1    |                  |
|                                                | Gruppo misto                                           | Federazione dei Verdi (Fed. Verdi)                     | —                                                      | —                  | —    | —    | 1    | 1    | 1    |                  |
|                                                | Gruppo misto                                           | Lega Autonomia Veneta (Autonom. Veneta)                | —                                                      | —                  | —    | —    | —    | 1    | 1    |                  |
|                                                | Gruppo misto                                           | Lega Casalinghe-Pensionati (Casalinghe-Pens.)          | —                                                      | —                  | —    | —    | —    | 1    | 1    |                  |
|                                                | Gruppo misto                                           | Iniziativa Civica (Iniziat. Civica)                    | —                                                      | —                  | —    | 1    | 1    | —    | —    |                  |
|                                                | Gruppo misto                                           | Verdi Autonomisti                                      | —                                                      | —                  | —    | —    | 1    | —    | —    |                  |
|                                                | Gruppo misto                                           | Lista Verde                                            | 1                                                      | 1                  | 1    | 1    | —    | —    | —    |                  |
|                                                | Gruppo misto                                           | Verdi Arcobaleno (Verdi-Arcob.)                        | —                                                      | —                  | —    | 1    | —    | —    | —    |                  |
|                                                | Gruppo misto                                           | Lega Lombarda                                          | 1                                                      | 1                  | 1    | —    | —    | —    | —    |                  |
|                                                | Gruppo misto                                           | Democrazia Proletaria (DP)                             | 1                                                      | 1                  | 1    | —    | —    | —    | —    |                  |
| Totale gruppo misto                            | Totale gruppo misto                                    | 12                                                     | 12                                                     | 11                 | 12   | 12   | 14   | 14   |      |                  |
| Totale                                         | Totale                                                 | Totale                                                 | Totale                                                 | 324                | 324  | 322  | 322  | 321  | 326  | 326              |

#### Modifiche nella composizione dei gruppi parlamentari
1. ↑  Un senatore aderisce al gruppo DC durante il 1988. Abbandonando il gruppo Misto-NI: Giovanni Leone il 18 novembre.

Tre senatori del gruppo DC decedono durante il 1988: Francesco Rebecchini il 6 gennaio, il 19 gennaio è sostituito da Walter Fontana; Roberto Ruffilli il 16 aprile, il 22 aprile è sostituito da Carlo Tani; Costante Degan il 1º luglio, il 13 luglio è sostituito da Emilio Neri.
2. ↑  Un senatore del gruppo DC decede durante il 1989: Benigno Zaccagnini il 5 novembre, il 15 novembre è sostituito da Armando Foschi.
3. ↑  Un senatore del gruppo DC decede durante il 1990: Mariano Rumor il 22 gennaio, il 7 febbraio è sostituito da Vielmo Duò.
4. ↑  Tre senatori aderiscono al gruppo DC durante il 1991. Nominati senatori a vita: Giulio Andreotti il 1º giugno. Antonino Pagani il 20 giugno. Abbandonando il gruppo PRI: Giuseppe Perricone il 25 novembre.

Una senatrice abbandona il gruppo DC durante il 1991. Aderisce al gruppo Rif. Com.: Maria Fida Moro il 7 marzo.

Un senatore del gruppo DC cessa dal mandato parlamentare durante il 1991: Delio Giacometti il 16 luglio.

Tre senatori del gruppo DC decedono durante il 1991: Carlo Donat-Cattin il 18 marzo, il 26 marzo è sostituito da Gianfranco Chessa; Bruno Kessler il 19 marzo, il 27 marzo è sostituito da Alberto Robol; Ernesto Vercesi il 25 marzo, il 27 marzo è sostituito da Maria Paola Colombo Svevo.
5. ↑  Due senatori del gruppo DC cessano dal mandato parlamentare durante il 1992: Attilio Busseti il 28 gennaio, il 13 febbraio è sostituito da Severino Fallucchi; Enzo Berlanda il 13 febbraio, il giorno stesso è sostituito da Mario Viganò.
6. ↑  Un senatore subentrante aderisce al gruppo PCI durante il 1988: Giovanni Correnti sostituisce Claudio Napoleoni del gruppo Sin. Ind. il 4 agosto.

Viene annullata l'elezione di un senatore del gruppo PCI durante il 1988: Vito Bellafiore il 24 febbraio, il 3 marzo è sostituito da Giuseppe Vitale.

Una senatrice del gruppo PCI decede durante il 1988: Camilla Ravera il 14 aprile.
7. ↑  Due senatori del gruppo PCI decedono durante il 1989: Antonio Taramelli il 25 settembre, il 6 ottobre è sostituito da Andrea Margheri; Vito Consoli il 12 novembre, il 22 novembre è sostituito da Orazio Montinaro.
8. ↑  Un senatore del gruppo PCI decede durante il 1990: Giuseppe Cannata il 2 dicembre, il 14 dicembre è sostituito da Giovanni Pellegrino.
9. ↑  Un senatore aderisce al gruppo Com.-PDS durante il 1991. Abbandonando il gruppo Sin. Ind.: Vittorio Foa il 1º marzo.

Undici senatori abbandonano il gruppo PCI durante il 1991. Aderiscono al gruppo Rif. Com.: Armando Cossutta, Salvatore Crocetta, Angelo Dionisi, Lucio Libertini, Luigi Meriggi, Ersilia Salvato, Rino Serri, Stojan Spetič, Girolamo Tripodi, Giuseppe Vitale e Paolo Volponi il 6 febbraio.
10. ↑  Un senatore aderisce al gruppo PSI durante il 1988. Abbandonando il gruppo PSDI: Luigi Franza il 10 gennaio.
11. ↑  Un senatore aderisce al gruppo PSI durante il 1989. Abbandonando il gruppo PSDI: Costantino Dell'Osso il 21 dicembre.

Un senatore abbandona il gruppo PSI durante il 1989. Aderisce al gruppo Misto-NI: Mario Rigo il 13 settembre.
12. ↑  Un senatore abbandona il gruppo PSI durante il 1990. Aderisce al gruppo Misto-NI: Giorgio Pizzol il 2 gennaio.

Un senatore del gruppo PSI decede durante il 1990: Sandro Pertini il 24 febbraio.
13. ↑  Un senatore aderisce al gruppo PSI durante il 1991. Nominato senatore a vita: Francesco De Martino il 18 giugno.

Un senatore del gruppo PSI decede durante il 1991: Antonio Natali il 22 marzo, il 27 marzo è sostituito da Giovanni Valcavi.

Tre senatori del gruppo PSI cessano dal mandato parlamentare durante il 1991: Giovanni Valcavi il 18 giugno, il 20 giugno è sostituito da Bruno Pellegrino; Roberto Cassola il 3 luglio, il 17 luglio è sostituito da Cornelio Masciadri; Francesco Guizzi il 21 novembre, il 27 novembre è sostituito da Giuseppe Russo.
14. ↑  Un senatore del gruppo MSI-DN decede durante il 1989: Mario Biagioni il 27 gennaio, il 6 febbraio è sostituito da Sergio Sanesi.
15. ↑  Un senatore del gruppo MSI-DN decede durante il 1991: Ciccio Franco il 16 novembre, il 26 novembre è sostituito da Elio Colosimo.
16. ↑  Un senatore del gruppo Sin. Ind. decede durante il 1988: Claudio Napoleoni il 31 luglio, il 4 agosto è sostituito da Giovanni Correnti che aderisce al gruppo PCI.
17. ↑  Un senatore abbandona il gruppo Sin. Ind. durante il 1991. Aderisce al gruppo Com.-PDS: Vittorio Foa il 1º marzo.
18. ↑  Dodici senatori aderiscono al gruppo Rif. Com. durante il 1991. Abbandonando il gruppo PCI: Armando Cossutta, Salvatore Crocetta, Angelo Dionisi, Lucio Libertini, Luigi Meriggi, Ersilia Salvato, Rino Serri, Stojan Spetič, Girolamo Tripodi, Giuseppe Vitale e Paolo Volponi il 6 febbraio. Abbandonando il gruppo DC: Maria Fida Moro il 7 marzo.

Una senatrice abbandona il gruppo Rif. Com. durante il 1991. Aderisce al gruppo Misto-NI: Maria Fida Moro il 25 novembre.
19. ↑  Un senatore subentrante aderisce al gruppo PRI durante il 1991: Giovanni Ferrara sostituisce Giovanni Spadolini, nominato senatore a vita, il 9 maggio.

Un senatore abbandona il gruppo PRI durante il 1991. Aderisce al gruppo DC: Giuseppe Perricone il 25 novembre.
20. ↑  Un senatore del gruppo Fed. Eur. Ec. cessa dal mandato parlamentare durante il 1987: Piero Craveri il 9 luglio, il giorno successivo è sostituito da Lorenzo Strik Lievers.
21. ↑  Un senatore del gruppo Fed. Eur. Ec. cessa dal mandato parlamentare durante il 1990: Gianfranco Spadaccia il 10 aprile, il 9 maggio è sostituito da Domenico Modugno.
22. ↑  Un senatore del gruppo Fed. Eur. Ec. decede durante il 1990: Gianfranco Mariotti il 10 gennaio, il 15 gennaio è sostituito da Massimo Teodori.
23. ↑  Un senatore abbandona il gruppo PSDI durante il 1988. Aderisce al gruppo PSI: Luigi Franza il 10 gennaio.

Un senatore del gruppo PSDI decede durante il 1988: Giuseppe Saragat l'11 giugno.
24. ↑  Un senatore abbandona il gruppo PSDI durante il 1989. Aderisce al gruppo PSI: Costantino Dell'Osso il 21 dicembre.
25. ↑  Un senatore aderisce al gruppo PSDI durante il 1990. Abbandonando il gruppo Misto-NI: Giorgio Pizzol il 15 gennaio.
26. ↑  Un senatore abbandona il gruppo Misto-NI durante il 1988. Aderisce al gruppo DC: Giovanni Leone il 18 novembre.
27. ↑  Un senatore aderisce al gruppo Misto-NI durante il 1989. Abbandonando il gruppo PSI: Mario Rigo il 13 settembre.

Un senatore abbandona il gruppo Misto-NI durante il 1989. Aderisce al gruppo Misto-Iniziat. Civica: Mario Rigo il 29 novembre.
28. ↑  Un senatore aderisce al gruppo Misto-NI durante il 1990. Abbandonando il gruppo PSI: Giorgio Pizzol il 2 gennaio.

Un senatore abbandona il gruppo Misto-NI durante il 1989. Aderisce al gruppo PSDI: Giorgio Pizzol il 5 gennaio.
29. ↑  Tre senatori aderiscono al gruppo Misto-NI durante il 1991. Nominato senatore a vita: Gianni Agnelli il 19 giugno. Abbandonando il gruppo MSI-DN: Giorgio Pisanò il 17 luglio. Abbandonando il gruppo Rif. Com.: Maria Fida Moro il 25 novembre.

Un senatore del gruppo Misto-NI decede durante il 1991: Cesare Merzagora il 1º maggio.
30. ↑  Un senatore del gruppo Misto-PLI decede durante il 1991: Giovanni Malagodi il 17 aprile, il 24 aprile è sostituito da Pietro Fiocchi.
31. ↑  Un senatore aderisce al gruppo Misto-L.Lomb.-L.Nord durante il 1989. Abbandonando il gruppo Misto-Lega Lombarda: Umberto Bossi il 13 dicembre.
32. ↑  Un senatore aderisce al gruppo Misto-Fed. Verdi durante il 1990. Abbandonando il gruppo Misto-Verdi-Arcob.: Guido Pollice il 10 dicembre.
33. ↑  Un senatore aderisce al gruppo Misto-Autonom. Veneta durante il 1991. Abbandonando il gruppo Misto-Iniziat. Civica: Mario Rigo il 19 dicembre.
34. ↑  Un senatore aderisce al gruppo Misto-Casalinghe-Pens. durante il 1991. Abbandonando il gruppo Misto-Verdi Auton.: Piergiorgio Sirtori il 10 dicembre.
35. ↑  Un senatore aderisce al gruppo Misto-Iniziat. Civica durante il 1989. Abbandonando il gruppo Misto-NI: Mario Rigo il 29 novembre.
36. ↑  Un senatore abbandona il gruppo Misto-Iniziat. Civica durante il 1991. Aderisce al gruppo Misto-Autonom. Veneta: Mario Rigo il 19 dicembre.
37. ↑  Un senatore aderisce al gruppo Misto-Verdi Auton. durante il 1990. Abbandonando il gruppo Misto-Lista Verde: Piergiorgio Sirtori il 19 dicembre.
38. ↑  Un senatore abbandona il gruppo Misto-Verdi Auton. durante il 1991. Aderisce al gruppo Misto-Casalinghe-Pens.: Piergiorgio Sirtori il 10 dicembre.
39. ↑  Un senatore abbandona il gruppo Misto-Lista Verde durante il 1990. Aderisce al gruppo Misto-Verdi Auton.: Piergiorgio Sirtori il 19 dicembre.
40. ↑  Un senatore aderisce al gruppo Misto-Verdi-Arcob. durante il 1989. Abbandonando il gruppo Misto-DP: Guido Pollice il 19 luglio.
41. ↑  Un senatore abbandona il gruppo Misto-Verdi Arcob. durante il 1990. Aderisce al gruppo Misto-Fed. Verdi: Guido Pollice il 10 dicembre.
42. ↑  Un senatore abbandona la componente durante il 1989. Aderisce al gruppo Misto-L.Lomb.-L.Nord: Umberto Bossi il 13 dicembre.
43. ↑  Un senatore abbandona il gruppo Misto-DP durante il 1989. Aderisce al gruppo Misto-Verdi Arcob.: Guido Pollice il 19 luglio.

#### Modifiche nella nomenclatura dei gruppi parlamentari
1. ↑  Il gruppo Comunista (PCI) cambia nome in Comunista-PDS (Com.-PDS) il 12 febbraio 1991.
2. ↑  Il gruppo Rifondazione Comunista (Rif. Com.) si crea il 6 febbraio 1991 con undici senatori aderenti provenienti dal gruppo PCI.
3. ↑  La componente Federazione dei Verdi (Fed. Verdi) si forma il 10 dicembre 1990 con un senatore aderente proveniente dal gruppo Misto-Verdi Arcob.
4. ↑  La componente Lega Autonomia Veneta (Autonom. Veneta) si forma il 19 dicembre 1991 con un senatore aderente proveniente dal gruppo Misto-Iniziat. Civica.
5. ↑  La componente Lega Casalinghe-Pensionati (Casalinghe-Pens.) si forma il 10 dicembre 1991 con un senatore aderente proveniente dal gruppo Misto-Verdi Auton.
6. ↑  La componente Iniziativa Civica (Iniziat. Civica) si forma il 29 novembre 1989 con un senatore proveniente dal gruppo misto-NI. La componente cessa il 19 dicembre 1991 per mancanza di senatori aderenti.
7. ↑  La componente Verdi Autonomisti (Verdi Auton.) si forma il 19 dicembre 1990 con un senatore aderente proveniente dal gruppo Misto-Lista Verde. La componente cessa il 10 dicembre 1991 per mancanza di senatori aderenti.
8. ↑  La componente Lista Verde cessa il 19 dicembre 1990 per mancanza di senatori aderenti.
9. ↑  La componente Verdi Arcobaleno (Verdi-Arcob.) si forma il 19 luglio 1989 con un senatore aderente proveniente dal gruppo Misto-DP. La componente cessa il 10 dicembre 1990 per mancanza di senatori aderenti.
10. ↑  La componente Misto-Lega Lombarda cessa il 13 dicembre 1989 per mancanza di senatori aderenti.
11. ↑  La componente Democrazia Proletaria (DP) cessa il 19 luglio 1989 per mancanza di senatori aderenti.